# Massimo Mutarelli
Massimo Mutarelli (ur. 13 stycznia 1978 w Como) – włoski piłkarz, obrońca.

## Kariera klubowa
Massimo profesjonalną karierę zaczął w występującej w Serie A Atalancie BC. Spędził tam trzy sezony, jednak nie pokazał w pełni swoich możliwości. Rozegrał jedynie 5 spotkań. W 1998 wytransferowany został do najstarszego włoskiego zespołu – Genoa CFC. Podczas 4 sezonów na Stadio Luigi Ferraris rozegrał prawie 140 meczów, strzelając 8 bramek. W 2002 zgłosiło się po niego mające mocarstwowe ambicje U.S. Città di Palermo, rządzone przez Maurizio Zampariniego. Po dwóch latach Aquile awansowali do Serie A. W debiutanckim sezonie w najwyższej włoskiej klasie rozgrywkowej rozegrał 21 spotkań, strzelając jednego gola. Pomógł ekipie ze Stadio Renzo Barbera zając 6. miejsce, tym samym zakwalifikować się do Pucharu UEFA. Massimo został na Sycylii jeszcze dwa sezony. W 2006 zgłosiło się po niego rzymskie S.S. Lazio. Na Stadio Olimpico należy do wyróżniających się graczy jedenastki prowadzonej przez Delio Rossiego i odszedł do klubu Bologna FC. Na zasadzie wolnego transferu Mutarelli przeszedł do Atalanty Bergamo.
| Sezon   | Klub        | Kraj   | Flaga  | Rozgrywki | Mecze | Bramki |
| ------- | ----------- | ------ | ------ | --------- | ----- | ------ |
| 1995/96 | Atalanta BC | Włochy | Włochy | Serie A   | 1     | 0      |
| 1996/97 | Atalanta BC | Włochy | Włochy | Serie A   | 0     | 0      |
| 1997/98 | Atalanta BC | Włochy | Włochy | Serie A   | 4     | 0      |
| 1998/99 | Genoa CFC   | Włochy | Włochy | Serie B   | 30    | 0      |
| 1999/00 | Genoa CFC   | Włochy | Włochy | Serie B   | 33    | 4      |
| 2000/01 | Genoa CFC   | Włochy | Włochy | Serie B   | 33    | 5      |
| 2001/02 | Genoa CFC   | Włochy | Włochy | Serie B   | 29    | 0      |
| 2002/03 | US Palermo  | Włochy | Włochy | Serie B   | 28    | 0      |
| 2003/04 | US Palermo  | Włochy | Włochy | Serie B   | 41    | 2      |
| 2004/05 | US Palermo  | Włochy | Włochy | Serie A   | 24    | 1      |
| 2005/06 | US Palermo  | Włochy | Włochy | Serie A   | 23    | 2      |
| 2006/07 | S.S. Lazio  | Włochy | Włochy | Serie A   | 24    | 2      |
| 2007/08 | S.S. Lazio  | Włochy | Włochy | Serie A   | 24    | 2      |
| 2008/09 | S.S. Lazio  | Włochy | Włochy | Serie A   | 0     | 0      |
| 2008/09 | Bologna FC  | Włochy | Włochy | Serie A   | 11    | 1      |

## Kariera reprezentacyjna
Mutarelli ma za sobą 25 występów w młodzieżowych reprezentacjach Włoch. Grał w drużynach U-17, U-18 i U-21.